# Walter Schimmel-Falkenau

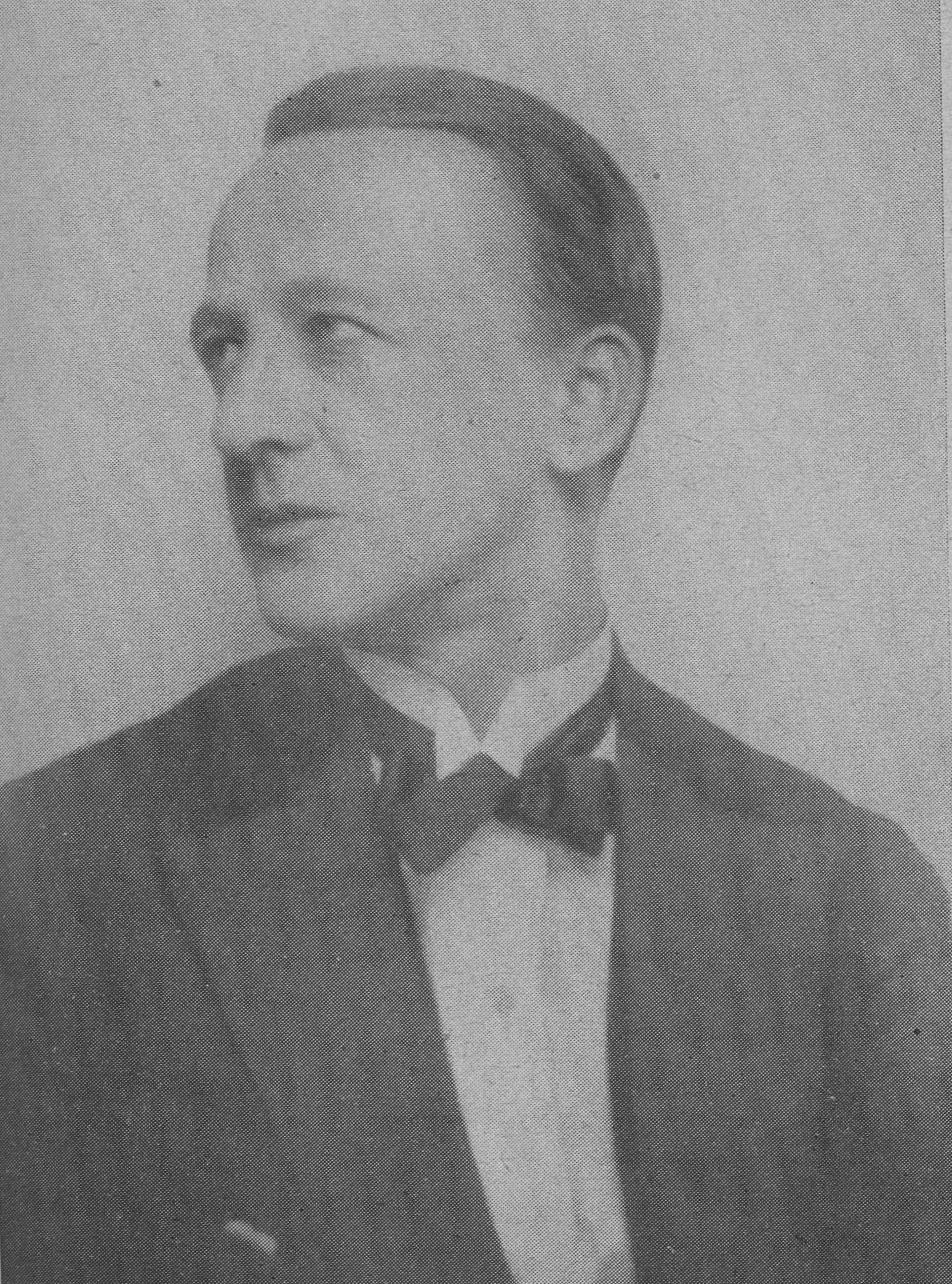
Walter Schimmel-Falkenau, um 1934

Walter Schimmel-Falkenau (geb. 27. Januar 1895 in Grottkau, Kreis Grottkau, Provinz Schlesien; gest. 30. Juli 1971 in Berlin) war ein deutscher Schriftsteller.

## Leben
Walter Schimmel-Falkenau trat als Verfasser von preußischen Geschichtsromanen und Romanen aus dem schlesischen kulturgeschichtlichen Milieu hervor. Sein wohl bekanntestes Buch ist Kommen und Gehen. Unter den Linden. Eine Szenenfolge deutscher Geschichte, ein weiteres Breslau. Vom Herzog zum Gauleiter.

## Schriften
- Beata Abigail: Ein Wintertraum. Iser-Verlag, Friedeberg/Queis & Leipzig 1921.
- Wir sind Menschen. Gedichte. Iser-Verlag, Friedeberg/Queis & Leipzig 1921.
- Der Trubadur. Iser-Verlag, Friedeberg/Queis & Leipzig 1922.
- Brand: Ein Roman aus Oberschlesien. Iser-Verlag, Friedeberg/Queis & Leipzig 1923.
- Elisabeth Christine, [die Kronprinzessin]. Iser-Verlag, Friedeberg/Queis & Leipzig 1924.
- Elisabeth Christine, die Königin. Historischer Roman. Iser-Verlag, Friedeberg/Queis & Leipzig 1925.
- Das Lebenslied der Königin Elisabeth Christine. Iser-Verlag, Friedeberg/Queis & Leipzig 1925.
- Die Liebesprobe: Lustspiel in 3 Akten. Drei Masken Verlag, Berlin 1934.
- Geliebte Frau: Bekenntnis zu dir. Hesse & Becker, Leipzig 1939.
- Melodie in Moll: die große Liebe einer Frau; Roman. Becker, Leipzig 1939.
- Das Reich und die Reiter: Roman. Hesse & Becker, Leipzig 1939.
- Das Liebeslied von Oljopowo: Roman. Hesse & Becker, Leipzig 1940.
- Die wandernde Madonna. Hesse & Becker, Leipzig 1942.
- Wir zwei: Ein Liebesbrevier. Hesse & Becker, Leipzig 1942.
- Die sehnsüchtige Reise: Romantische Erzählung aus dem Riesengebirge. Bergstadtverlag, Breslau 1944.
- In den Händen ein Jahrhundert: Ein Buch um einen Thron und eine große Liebe. Hayn, Berlin 1955.
- „Madame, man muss Sie lieben ...“: Romanbiographie; Königin Elisabeth Christine und Friedrich der Große. Staneck, Berlin 1962.
- Unter den Linden: Kommen und Gehen; eine Szenenfolge deutscher Geschichte. Rembrandt-Verlag 1963.
- Breslau: Vom Herzog zum Gauleiter. Weidlich, Frankfurt a. M. 1965.

## Hörspiel
- 1929: Die Brücke. Funksketch – Regie: Franz Joseph Engel (Sketch, Schlesische Funkstunde)

Quelle: ARD-Hörspieldatenbank